# Владимир-Волынская городская община
Владимир-Волынская городская община (укр. Володимир-Волинська міська громада) — территориальная община во Владимирском районе Волынской области Украины.
Административный центр — город Владимир.
Население составляет 42887 человек. Площадь — 97,4 км².
В соответствии с распоряжением Кабинета Министров Украины от 12 июня 2020 года, в состав общины вошла территория Владимир-Волынского городского совета, а также Заречанского и Ласковского сельских советов Владимир-Волынского района.

## Населённые пункты
В состав общины входят 1 город и 8 сёл:
- Город Владимир
- Заречанский старостинский округ:
  - Дегтев
  - Заречье
  - Новосёлки
  - Орани
  - Суходолы
  - Фёдоровка
- Ласковский старостинский округ:
  - Вощатин
  - Ласков